# Autoroute A23 (Autriche)
Pour les articles homonymes, voir A23.
L'autoroute autrichienne A23 (en allemand : Autobahn Südosttangente Wien (A23)) (ou Autoroute tangentielle-Sud de Vienne) est un axe autoroutier situé en Autriche, qui relie l'Autoroute autrichienne A2 à l'Autoroute autrichienne A4.